# 妮科尔·贝克
妮科尔·贝克（英語：Nicole Beck，1988年5月28日—），澳大利亚女子橄榄球运动员。她曾代表澳大利亚七人制国家队参加2016年夏季奥林匹克运动会七人制橄榄球比赛，获得一枚金牌。